# Мама-хатун
Мама-хатун (тур. Mama Hatun; араб. ماما خاتون‎) — правительница между 1191 и 1200/01 годами бейлика Салтукогуллары со столицей в Эрзуруме.

## Биография
Мама-хатун была дочерью Изеддина Салтука II, правителя бейлика (эмирата) Салтукогуллары, основанного в Анатолии после битвы при Манцикерте. У Мамы-хатун был брат, Насируддин Мухаммед, и три сестры, мужьями которых были Сукман II Шах-Армен, правитель Ахлата, Тоган Арслан, бей Дилмачогуллары, Зюннун, бей Данышмендогуллары. После смерти Салтука II правителем стал Насируддин Мухаммед. После Насируддина Мухаммеда, правившего длительное время, в 587 (1191) году главой Салтукидов стала Мама-хатун. Арабские историки Ибн Васил и Имадуддин аль-Исфахани называли Маму-хатун «правитель Ардзн-Рума» и «аль-малика». Неизвестны обстоятельства восшествия на престол сестры Мухаммеда в то время, когда были живы его взрослые сыновья.

Информации о событиях правления Мамы-хатун очень мало. В 1191 году, когда племянник Салах ад-Дина Такиюддин Омер осаждал Манцикерт, пытаясь захватить его у Ахлатшаха Бектемира, Мама-хатун, являвшаяся союзником Айюбидов, пришла Омеру на помощь со своим войском. Осада закончилась 19 Рамадана 587 г.х. (10 октября 1191 года), после того, как Такиюддин Омер умер. Ранее, вслед за О. Тураном, текст Имадеддина аль-Исфахани относительно участия Мамы-хатун в осаде Эрзерума историками переводился и трактовался искажённо, и Маме-хатун приписывалась помощь другой стороне — правителю Ахлата Бектемиру. Как один из доводов, О. Туран указывал на факт родства Ахлатшахов с Салтукидами. Однако это ошибка, постольку родства между Мамой-хатун и Бектемиром не было. Бектемир, сменивший Шах-Армена на троне, был не его сыном, а его рабом (гулямом).
Вероятно, Мама-хатун вела борьбу за власть со своими племянниками. В 597 (1201) году, оказавшись в трудном положении, Мама-хатун отправила послание Айюбиду Аль-Адилю, сообщая, что хочет вступить в брак с влиятельным человеком и попросила помочь ей. По словам Ибн Василя, Аль-Адиль написал вали Наблуса, Фарисюдину Меймуну аль-Касри: «Иди в Эрзурум. Женись на его правительнице Маме-хатун и правь этой страной». Меймун аль-Касри принял предложение. Однако во время приготовлений к свадьбе он узнал, что Мама-хатун свергнута с престола и заключена в тюрьму. Её сменил её племянник Алаэддин Меликшах, чего она и опасалась. О дальнейшей жизни Мамы-хатун нет информации.
Мама-хатун, несмотря на то, что была женщиной, в течение десяти лет управляла своими старшими братьями и взрослыми племянниками, и это показывает, что в средневековье у тюрок женщины сохраняли важную роль в обществе, даже после принятия ислама. Город Терджан некоторое время назывался Мамахатун. Историки называют Маму-хатун «сильной и страстной» женщиной.
Во время своего правления Мама-хатун построила в Терджане комплекс, который включал караван-сарай, мечеть, мост, тюрбе и хаммам. Архитектором комплекса был мастер из Ахлата. Тюрбе Мамы-хатун имеет план и архитектурные особенности, делающие его непохожим ни на один другой в Анатолии и других исламских регионах.
Эвлия Челеби, описывая тюрбе, ошибочно назвал Маму-хатун представительницей другой династии: «… она — безупречная дочь султанов Ак-Коюнлу, чьи дети все похоронены здесь».

## Комментарии
1. ↑  Ранее годы правления Мамы-хатун указывались как 1168—1191. Этому способствовала неверное истолкование Тураном грузинских источников. Вследствие этого, О. Туран утверждал, что в 1193 году грузины напали на Эрзерум, и что правителем города был  Насируддин Мухаммед[3]. На самом деле дата нападения неясна. Г. Лейсер не указывал даты, ограничиваясь словами, что это случилось  «во время правления Мухаммеда»[1], Ф.Шумер предположил, что нападение было в  575 (1179/80) году[4].
2. ↑  Имадеддин[7]: Оригинальный текст (ар.)ثم راح (أي تقي الدين عمر بن شاهنشاه ) الى میلاذکر دو نازلها بالتضييق وقائلها بالمنجنيق وحشد اليها الإمداد واورى فيها من عزائمة الزناد وجاءته عساكر ارز الروم منجدة من جده موجدة لما لها من موجده تقدمها الملكة ماما خاتون بنت سلدق كأنها في الأهمية والابهة من ملوك سلجوق و وفد الى تقي الدين الجنود وافقته السعود و خافته في غاباتها الأسود وغريت به العقول وعلقت به العقود ...
О. Туран[3]: Оригинальный текст (тур.)Eyyubiler Ahlat üzerine yürüdükleri 587 (1191) de Saltuklular akrabaları Sökmenlilere yardım ettiler. Beğ Timur Saltuk'un kızı Mama Hatun'un başında bulunduğu bir yardım kuvveti ile gelip birlikte Malazgird 'i müdafaa ettiler ve kurtardılar
3. ↑  Ибн Василь[11]: Оригинальный текст (ар.)فأجاب الملك العادل : بأني لم أدخل في هذا الأمر حتى علمت مایلزم من الضرار أن لم أدخل فيه ، و الجماعة راضونه بي فاذا كرهت مجاورتی فصر الي ارزن الروم وتزوج بصاحبتها ماما خاتون فإنها طلبت مني رجلا كبيرة تتزوج